# Urban Frye
Urban Frye (* 1962 in Luzern; heimatberechtigt in Luzern und Meggen) ist ein Schweizer Politiker (Parteilos).

## Leben
Urban Frye wuchs in Luzern auf, wo seine Eltern die Hirschmatt Buchhandlung führten. Nach einem Musikstudium und einem Abschluss in Kulturwissenschaften arbeitete er als Kulturjournalist, Redaktor und Produzent für die Luzerner Zeitung, den Tages-Anzeiger und das Schweizer Radio und Fernsehen. Er war Führungsmitglied der Europäischen Rundfunkunion, des Internationalen Musik- und Medienzentrums Wien und der New York Emmy Awards sowie Direktor der Rose d’Or. Während zehn Jahren war Frye künstlerischer Leiter und Produzent des internationalen Musikfestivals Alpentöne. Nach einem Studium in Betriebswirtschaft und Wirtschaftsrecht arbeitet Frye als selbstständiger Berater im Kultur- und Medienbereich und engagiert sich in zahlreichen sozialen und kulturellen Projekten. Er realisierte ab 2019 mit eigenen Mitteln die Music Box und die Kunst-Box, zwei Wohn- und Arbeitshäuser für Studierende der Hochschule Luzern, eröffnete 2020 während der Corona-Pandemie das Klanghotel Bergsonne auf der Rigi und ermöglichte 2022 gegen 40 ukrainischen Musik- und Kunststudierenden durch die Aufnahme in diesen Einrichtungen das Weiterführen ihres Studiums während des Krieges. Aus diesem Engagement entstand Prostir, ein ukrainisches Kulturzentrum vor allem für Kinder.
Urban Frye hat sich seit Beginn des Krieges auch in der Ukraine sowohl im humanitären als auch im kulturellen Bereich stark engagiert. Er hat mehrfach persönlich Hilfsgüter wie Ambulanzen in die Ukraine gebracht und dabei gezielt Regionen wie Kiew, Kharkiv und Kramatorsk unterstützt, die besonders stark von den Kriegsfolgen betroffen sind. Diese Ambulanzen, ausgestattet mit spezieller medizinischer Ausrüstung, dienen dazu, verletzte Zivilisten und Soldaten aus Krisengebieten zu evakuieren und vor Ort lebensrettende medizinische Hilfe zu leisten. Darüber hinaus arbeitet Frye eng mit kulturellen Institutionen wie der Kharkiv State Academy of Culture und dem Opernhaus Odessa zusammen, um kulturelle Projekte zu realisieren, die Künstlern und Kunstschaffenden während des Krieges eine Plattform bieten.
Urban Frye ist Vater von zwei Kindern und lebt in Luzern.

## Politik
Urban Frye rückte im September 2014 für die zurückgetretene Monika Senn in den Grossen Stadtrat (Legislative) der Stadt Luzern nach, wo er der Kultur- und Bildungskommission angehörte. Nach seinem Wechsel in den Kantonsrat trat Frye im Januar 2017 aus dem Grossen Stadtrat zurück, sein Nachfolger war Christoph Rolla.
Im Januar 2017 rückte Urban Frye für die zurückgetretene Katharina Meile in den Luzerner Kantonsrat nach. Dort engagierte er sich zunächst von 2017 bis 2018 in der Kommission für Verkehr und Bau und war zugleich Ersatzmitglied der Aufsichts- und Kontrollkommission. Ab 2018 übernahm er einen Platz in der Planungs- und Finanzkommission und fungierte als Ersatzmitglied in der Staatspolitischen Kommission. 2019 erweiterte er seine politische Arbeit als Ersatzmitglied der Kommission für Wirtschaft und Abgaben.
Urban Frye war von 2018 bis 2022 Vorstandsmitglied der Grünen Kanton Luzern. Seit 2018 ist er Mitglied des Grossen Kirchenrates der Katholischen Kirchgemeinde Stadt Luzern und seit 2019 Stiftungsrat der Stiftung Schlösser Utenberg.
Im Jahr 2023 entschied sich Frye, die Grüne Partei zu verlassen. Der Auslöser für diesen Schritt war die pazifistische Haltung der Partei im Umgang mit dem Ukraine-Krieg, insbesondere die Ablehnung von Waffenlieferungen. Frye kritisiert, dass die Grünen die Dringlichkeit des Konflikts und das Recht der Ukraine auf Selbstverteidigung nicht ausreichend anerkannten und wirft der Partei vor, in ihrer ideologischen Blase gefangen zu sein.
Im März 2024 zog sich Frye nach sieben Jahren im Luzerner Kantonsrat vollständig aus der Politik zurück. Sein Rücktritt erfolgte im Zusammenhang mit seinem Austritt aus der Partei und markierte das Ende seiner intensiven politischen Laufbahn, in der er sich stets für seine Überzeugungen und für eine klare Haltung in der Ukraine-Frage eingesetzt hatte.